# Convair F-106 Delta Dart
Convair F-106 Delta Dart — amerykański ponaddźwiękowy myśliwiec przechwytujący zbudowany przez wytwórnię Convair dla Sił Powietrznych Stanów Zjednoczonych i użytkowany przez nie w latach 60. i 70. XX wieku. Maszynę określano jako zaawansowany myśliwiec przechwytujący i był ostatnim przeznaczonym do takich zadań samolotem w amerykańskich siłach powietrznych.

## Historia

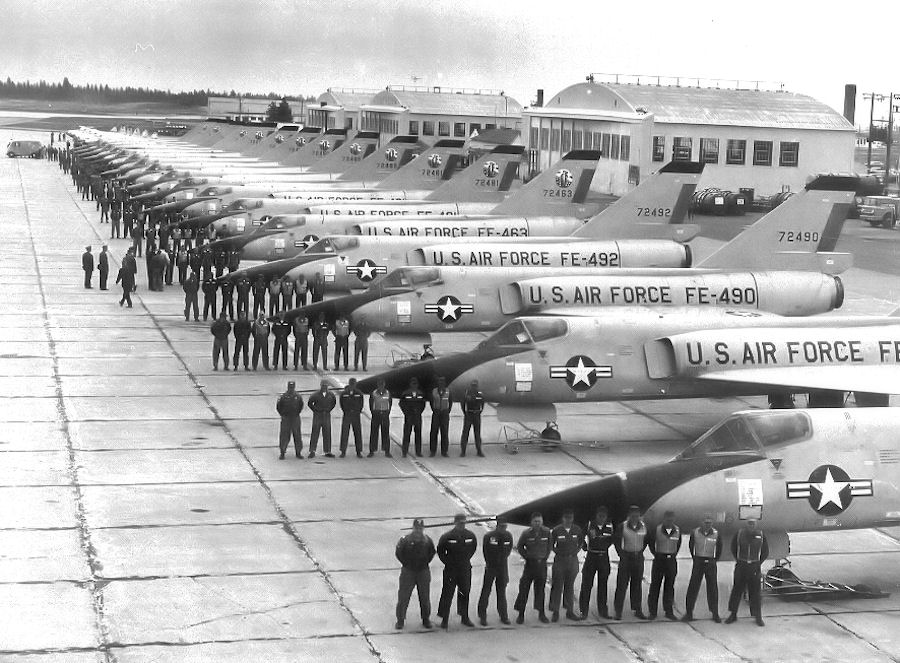
Samoloty F-106 498. Eskadry Myśliwców Przechwytujących, 1968 r.

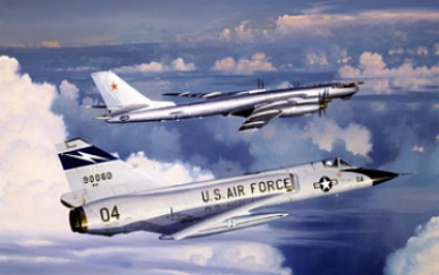
Samolot F-106 należący do Florydzkiej Lotniczej Gwardii Narodowej przechwytujący radziecki samolot rozpoznawczy Tu-95

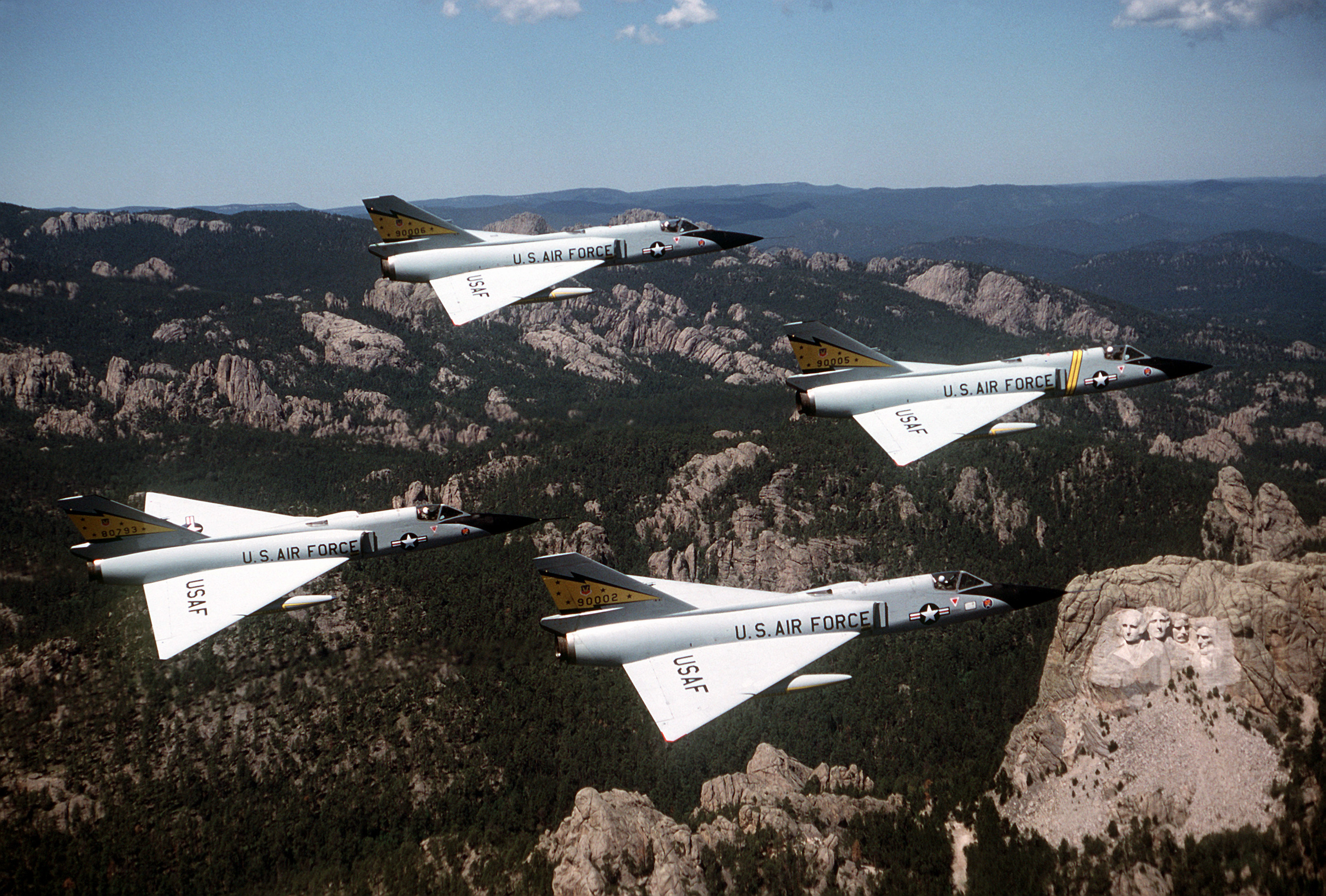
Formacja czterech samolotów F-106 nad Mount Rushmore, 1981 r.

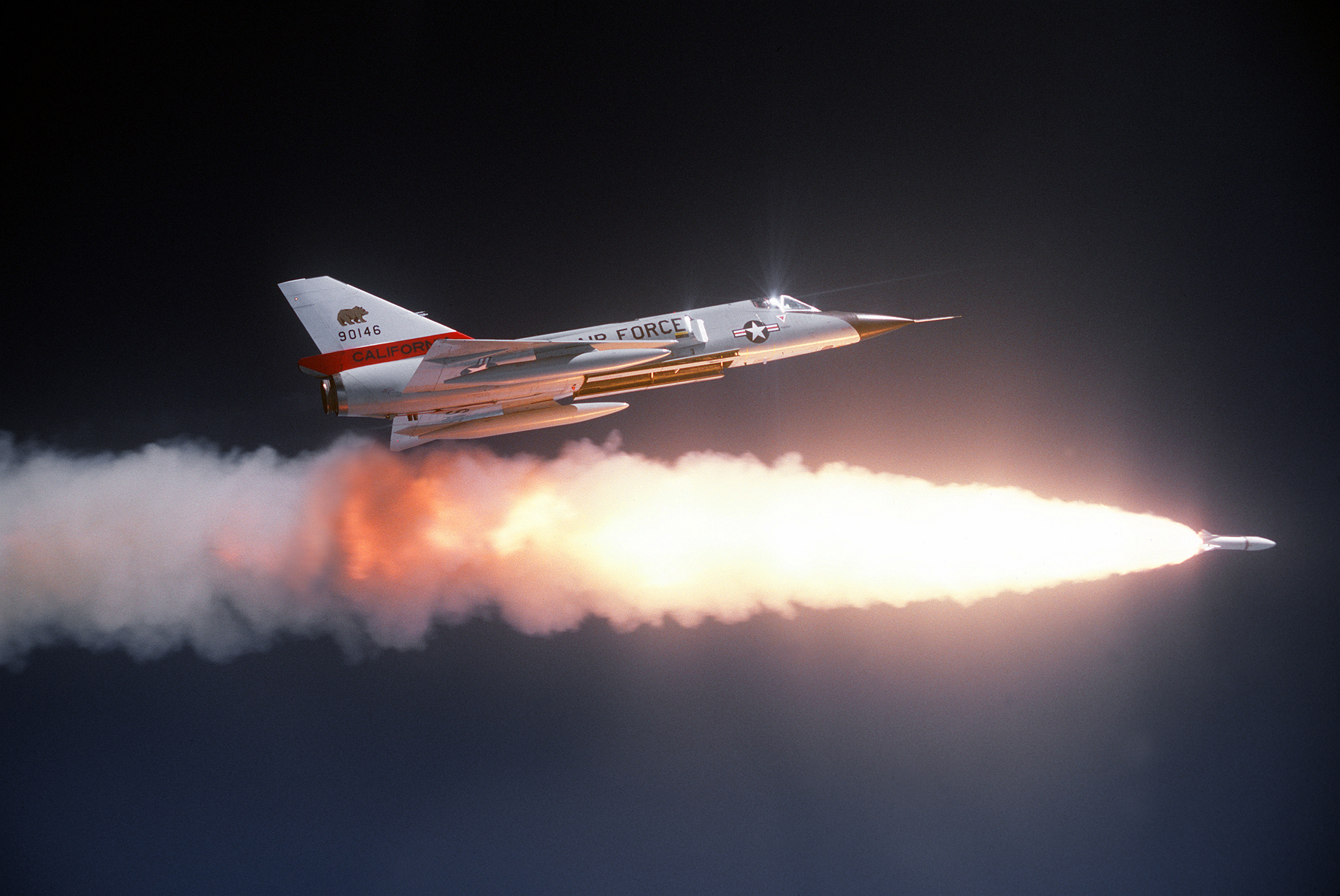
Samolot F-106 odpalający pocisk AIR-2 Genie

Samolot F-106 Delta Dart został zbudowany w ramach projektu zaawansowanego myśliwca przechwytującego, który zaczęto realizować pod koniec lat 50. Początkowo rolę tę miał spełniać samolot F-102 Delta Dagger, ale długi i kłopotliwy program rozwojowy tej maszyny spowodował, że 17 czerwca 1956 rozpoczęto budowanie opartego na F-102, ale będącego całkowicie nową konstrukcją samolotu, który oznaczono F-106 Delta Dart.
Pierwsze testy w locie przeprowadzone pod koniec 1956 i na początku 1957 roku pokazały, że nowa maszyna charakteryzuje się o wiele gorszymi parametrami niż zakładano. Program rozwojowy maszyny był zagrożony, ale dzięki zamówieniu złożonym przez siły powietrzne na 350 zamiast planowanych 1000 maszyn prace kontynuowano. Po wprowadzeniu drobnych zmian konstrukcyjnych rozpoczęto dostawy maszyn F-106A i dwumiejscowych F-106B do jednostek.
W grudniu 1959 na samolocie F-106 Delta Dart ustanowiono rekord prędkości osiągając 2455,79 km/h  na pułapie 12 300 metrów.
F-106 był wyposażony w zintegrowany system kierowania ogniem Hughes MA-1, połączony z naziemnym półautomatycznym systemem naprowadzania. Uzbrojenie główne stanowiły cztery kierowane pociski rakietowe AIM-4 Falcon umieszczone w komorze uzbrojenia w kadłubie i jeden przeciwlotniczy pocisk AIR-2 Genie z głowicą jądrową służący do niszczenia całych formacji bombowców. System kierowania ogniem MA-1 okazał się bardzo kłopotliwy i podczas całego okresu jego użytkowania był modyfikowany ponad 60 razy.
Samoloty F-106 Delta Dart były użytkowane przez USAF głównie na kontynencie amerykańskim, przez krótki czas także w Niemczech i Korei Południowej. Planowano użyć tych maszyn do działań w Wietnamie, ale ostatecznie nigdy nie zostały wykorzystane bojowo, ani żadne państwo poza Stanami Zjednoczonymi nie posiadało ich na swoim wyposażeniu. Po rozwiązaniu najpoważniejszych problemów F-106 był samolotem lubianym przez pilotów i porównywalnym pod względem parametrów do F-4 Phantom II, dorównując mu zwrotnością i górując przyspieszeniem. Głównym niedostatkiem w porównaniu z Phantomem było gorsze uzbrojenie rakietowe i radar.
F-106 był wielokrotnie modyfikowany podczas służby poprzez wymianę awioniki, dodanie sensorów umożliwiających wykrywanie i naprowadzanie w podczerwieni, a także dodanie sondy do tankowania w powietrzu oraz haka do lądowania w sytuacjach awaryjnych.
Niektóre maszyny F-106A zostały zmodyfikowane w 1972 w ramach projektu Sharpshooter (ang. strzelec wyborowy) poprzez wyposażenie w kabinę bez metalowych ram, co znacznie polepszyło widoczność z kabiny, celownik optyczny, oraz działko systemu Gatlinga M61 Vulcan z zapasem 650 sztuk amunicji, zainstalowane w komorze uzbrojenia zamiast pocisku AIR-2 Genie.
Od 1972 roku rozpoczęto zastępowanie samolotów F-106 maszynami F-15 Eagle, przekazując je stopniowo na wyposażenie jednostek Gwardii Narodowej. Dodatkowo do 1992 roku 241 F-16A/B Block 15 przebudowano do wersji ADF do pełnienia podobnej roli. F-106 pozostały na wyposażeniu różnych jednostek USAF i Gwardii Narodowej do 1988 roku.
Od 1986 wiele z maszyn zostało przebudowanych na cele powietrzne oznaczone jako QF-106A z których ostatni został zestrzelony w styczniu 1998 roku. Kilka egzemplarzy przekazano do celów testowych dla NASA.
Podczas użytkowania samolotów F-106, oficjalna nazwa Delta Dart, (oznaczająca rzutkę o skrzydłach typu delta) była używana bardzo rzadko, popularna nazwą maszyny to Six, czyli szóstka.

## Wersje samolotu F-106 Delta Dart
- F-102B: Pierwsze oznaczenie samolotu F-106A.
- F-106A: Jednomiejscowy myśliwiec przechwytujący zdolny do działań w każdych warunkach atmosferycznych.
- F-106B: Dwumiejscowa wersja szkolno-bojowa.
- NF-106B: Oznaczenie dwóch maszyn F-106B używanych tymczasowo jako samoloty testowe.
- F-106C: Wersja planowana.
- F-106D: Wersja planowana.
- F-106X: Wersja planowana.